# Апама I
Апама I (дав.-гр. Ἀπάμα Α'; жила в IV сторіччі до н. е.) — согдійська аристократка, дружина селевкідского басилевса Селевка I Нікатора.

## Життєпис
Апама була дочкою впливового согдійського воєначальника Спітамена, який у 329 році до н. е. підняв повстання в Согдіані та Бактрії проти Александра Македонського. Під час влаштованого македонським басилевсом Весілля в Сузах в 324 році до н. е., Апама одружилася з македонським воєначальником Селевком. Її чоловік виявився одним з небагатьох македонян, що не розвівся зі своєю східною дружиною після смерті Александра. Згодом Селевк став одним з діадохів, правителів частини держави Александра Македонського. Можливо Апама залишалася живою під час одруження Селевка зі Стратонікою Сирійською.
Від шлюбу з Селевком мала сина Антіоха, який став наступником батька. Згідно з сумнівними свідченнями візантійського хроніста Іоана Малали, у подружжя також народилося ще дві дочки — Апама та Лаодіка.
За ініціативи Демодама сина Арістіда, громадянами Мілету був прийнятий декрет в якому Апама прославлялася за допомогу воїнам-мілетянам, коли вони перебуваючи у війську Селевка I, здійснили похід у батьківщину Апами — Согдіану. Також басилісу прославляли за сприяння посольству міста до її чоловіка, щодо будівництва в Дідімах храму Аполлона. Вдячними мілетцями було встановлено кілька статуй Апамі, зокрема у Дідімах. Також на її честь було названо кілька міст в державі Селевкідів, а її ім'я увійшло до ономастикону династії.
Римський історик Тіт Лівій називав Апаму сестрою Селевка I, сучасний дослідник Джон Гренджер вважав це помилкою, оскільки в еліністичних монархіях дружина басилевса традиційно називалася сестрою.